# Avon Championships of Los Angeles 1980
Avon Championships of Los Angeles 1980 — жіночий тенісний турнір, що проходив на закритих кортах з килимовим покриттям Forum у Лос-Анджелесі (США) в рамках циклу Avon Championships 1980. Відбувсь усьоме і тривав з 4 до 10 лютого 1980 року. Перша сіяна Мартіна Навратілова здобула титул в одиночному розряді й отримала за це 24 тис. доларів США.

## Фінальна частина

### Одиночний розряд
Мартіна Навратілова —  Трейсі Остін 6–2, 6–0
- Для Навратілової це був 4-й титул в одиночному розряді за сезон і 38-й — за кар'єру.

### Парний розряд
Розмарі Казалс /  Мартіна Навратілова —  Кеті Джордан /  Енн Сміт 7–6, 6–2

## Розподіл призових грошей
| Дисципліна       | П       | F       | ПФ     | ЧФ     | 1/8    | 1/16 |
| Одиночний розряд | $24,000 | $12,000 | $6,000 | $3,000 | $1,600 | $900 |